# 羅德島騎士之家

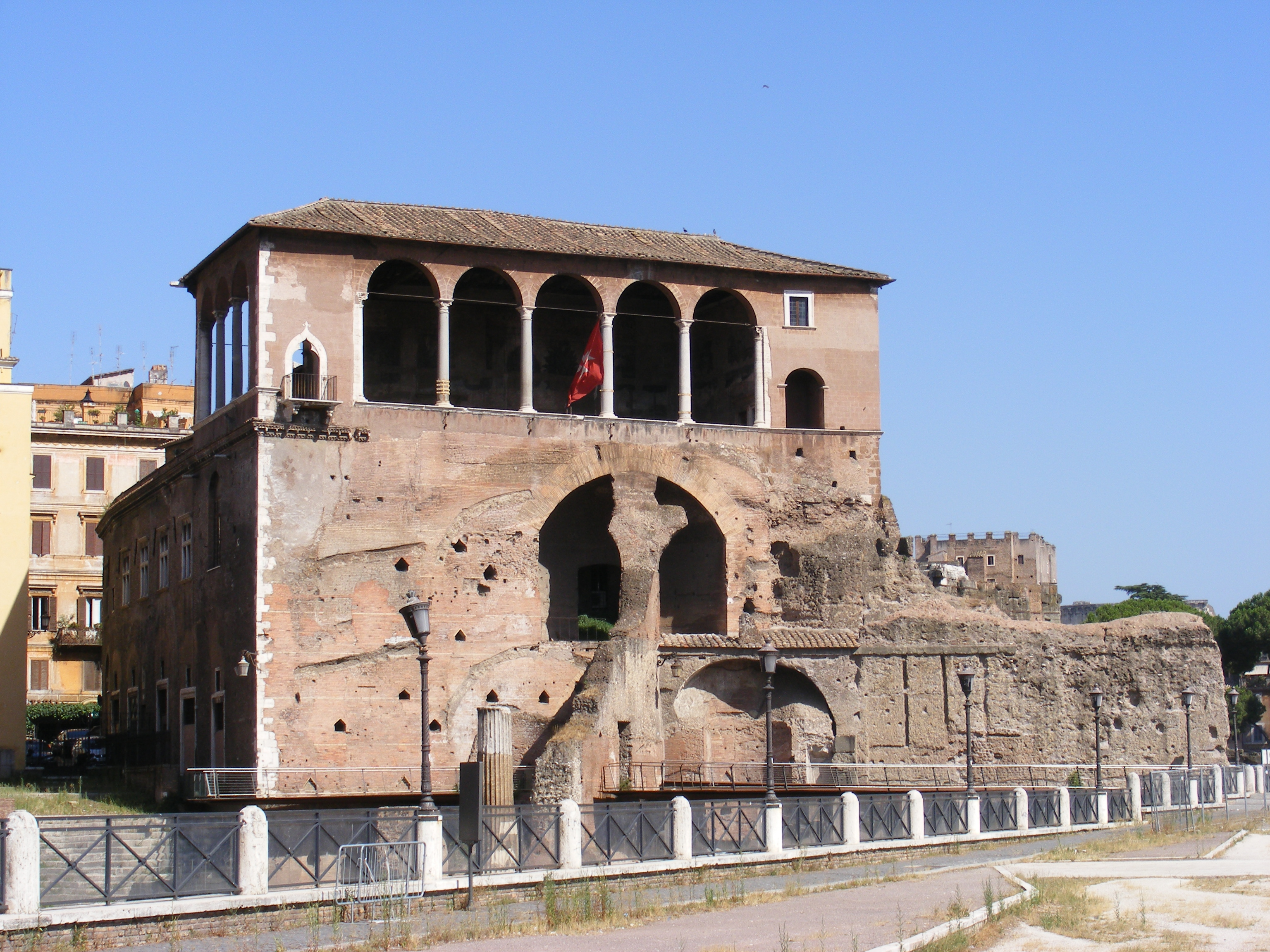
羅德島騎士之家

羅德島騎士之家（義大利語：Casa dei Cavalieri di Rodi）是義大利首都羅馬的一座建築，位於奧古斯都廣場。這座建築由醫院騎士團修建於13世紀末期。1946年開始，該建築由醫院騎士團的後繼者馬耳他騎士團使用。建築在1940年至1950年期間得到修復。

## 外部連結
- 维基共享资源上的相關多媒體資源：羅德島騎士之家
- Page on the Casa on the Sovrintendenza ai BBCC del Comune di Roma （页面存档备份，存于）

41°53′41″N 12°29′11″E / 41.8948°N 12.4864°E